# Андреа де Чезаріс
Андреа де Чезаріс (італ. Andrea de Cesaris; 31 травня 1959, Рим, Італія — 5 жовтня 2014) — спортсмен-гонщик, учасник чемпіонату Світу з автоперегонів у класі Формула-1. Андреа провів найдовшу серію без перемог (208 Гран-прі). Через велику кількість аварій на початку кар'єри отримав неофіційний титул «Андреа де Врезаріс» (англ. Andrea de Crasheris). Тим не менше, згодом заслужив репутацію швидкого і надійного пілота.